# Apostolische Pönitentiarie
Die Apostolische Pönitentiarie (lateinisch Paenitentiaria Apostolica) zählt neben der Rota Romana und der Apostolischen Signatur zu den drei obersten Gerichtshöfen der katholischen Kirche. Die Apostolische Pönitentiarie ist jedoch kein Kirchengericht, sondern ein kurialer Gnadenhof für den sakramentalen wie nichtsakramentalen Gewissensbereich, und damit praktisch eine päpstliche Verwaltungsbehörde.
Das Aufgabengebiet der Apostolischen Pönitentiarie umfasst die Gewährung von Gnadenerweisen, das Ablasswesen (soweit es nicht in die Kompetenz der Kongregation für die Glaubenslehre fällt), Absolutionen, Dispensen, Nachlass von Strafen, Umwandlung von Verpflichtungen und ähnliches. Die Apostolische Pönitentiarie ist, wie alle kurialen Behörden, dem Papst unterstellt. An der Spitze steht der Kardinalgroßpönitentiar. Dieser wird unterstützt von einem Regens und fünf anderen Prälaten mit beratender Funktion. Derzeitiger Großpönitentiar ist Angelo Kardinal De Donatis.

## Geschichte
Für die Lossprechung von Beugestrafen und die Gewährung von Dispensen, die dem Apostolischen Stuhl vorbehalten sind, wird seit dem Ende des 12. Jahrhunderts ein Cardinalis qui confessiones pro papa recipit erwähnt, der seit Honorius III. poenitentiarius genannt wurde, seit dem Pontifikat von Clemens V. dann poenitentiarius generalis oder maior.
Bereits im 13. Jahrhundert erscheinen correctores, scriptores, distributores und der sigillator. Benedikt XII. fügte das Amt des doctor expertus in iure canonico hinzu. Das Amt des Regenten besteht seit Eugen IV., das des Datars seit Alexander VI. Nachdem Pius V. die Aufgaben des Kardinalgroßpönitentiars an sich gezogen hatte, hob er die Apostolische Pönitentiarie am 23. April 1569 auf, um sie am 18. Mai 1569 in neuer und kleinerer Form wiederzuerrichten. Hierbei schuf er die Ämter des Theologen (das der Gesellschaft Jesu vorbehalten war) und des Kanonisten. Eine weitere Neuordnung der Organisation und des Verfahrens erfuhr die Apostolische Pönitentiarie unter Benedikt XIV., diese Verfassung bestand mit wenigen Änderungen bis zur Reform durch Pius X., der den Aufgabenbereich auf das forum internum einschränkte. Benedikt XV. trennte am 25. März 1935 den Bereich des Ablasses vom Heiligen Offizium und übertrug diese Aufgaben der Apostolischen Pönitentiarie. Mit der Apostolischen Konstitution Pius’ XI. Quae divinitus vom 25. März 1935 geschah eine weitere Umstrukturierung dieser kurialen Behörde.

## Gegenwart
In einer Schrift von Carlos Encina Commentz erfährt man mehr über die Arbeit der Apostolischen Pönitentiarie, die selbst in der Kirche nur wenig bekannt ist. Der Hauptgrund dafür liegt im Wesen ihrer Tätigkeit selbst, die aus Fällen des Forum internums besteht und daher mit dem Bußsakrament zusammenhängt. Die Kompetenzen der Apostolischen Pönitentiarie betreffen ausschließlich das Forum internum, das heißt die innere Beziehung zwischen Gott und dem Gläubigen. Sie gewährt Lossprechungen, Dispense, Gnaden, Heilungen (sanationes) und Umwandlungen.
Zuständigkeiten nach Bereichen geordnet:
1. Lossprechung (Absolution) von kirchenrechtlichen Straftaten, die dem Apostolischen Stuhl vorbehalten sind:
- Verunehrung der eucharistischen Gestalten (vgl. 1382, § 1  CIC)
- direkte Verletzung des Beichtgeheimnisses (vgl. 1386, § 1  CIC)
- Lossprechung eines Mitschuldigen an einer Sünde gegen das sechste Gebot (vgl. 1384  CIC)
- Anwendung physischer Gewalt gegen die Person des Papstes (vgl. 1370, § 1  CIC)
- versuchte Weihe einer Frau (vgl. 1379, § 3  CIC, 1459, § 3  CCEO)
- Bischofsweihe ohne päpstlichen Auftrag (vgl. 1387  CIC)

Diese Straftaten werden mit der Exkommunikation latae sententiae bestraft, d. h. allein dadurch, dass die betreffende Straftat begangen wurde, tritt die Exkommunikation ein.
2. Dispens von Weihehindernissen, den sog. Irregularitäten (vgl. 1047  CIC): Irregularitäten sind kirchenrechtliche Verbote dauerhafter Natur, die vom Empfang der heiligen Weihen ausschließt oder die Ausübung empfangener Weihen unerlaubt macht. Dispensiert wird gegebenenfalls  von Irregularitäten, die nicht öffentlich bekannt sind.
Einige der Weihehindernisse, die der Apostolischen Pönitentiarie vorbehalten sind:
- Vorsätzliche Tötung eines Menschen oder die positive Mitwirkung dabei.
- Vollendete Abtreibung oder die positive Mitwirkung dabei.

3. Heilung in der Wurzel (sanatio in radice) ungültig geschlossener Ehen. Heilungen dieser Art liegen in der Kompetenz der Ortsbischöfe. Aus gerechtem Grund kann auch die Apostolischen Pönitentiarie angerufen werden (vgl. 1165  CIC).
4. Umwandlung von Messverpflichtungen (Messstipendien): Die Apostolischen Pönitentiarie kann Messverpflichtungen einzelner Priester (nicht aber die von Institutionen) reduzieren. Wenn also ein Priester nicht in der Lage ist, die Zahl der Messen zu feiern, für die er Intentionen angenommen hat, kann er durch seinen Beichtvater bei der Apostolischen Pönitentiarie um eine zahlenmäßige Reduktion der Messverpflichtungen bitten (vgl. 1308  CIC).
5. Gewährung von Ablässen (vgl. 995  CIC): Die Apostolischen Pönitentiarie ist seitens der Römischen Kurie zuständig für die Gewährung von Ablässen.